# Methanomassiliicoccus luminyensis
Methanomassiliicoccus luminyensis (лат.) — вид архей из типа эвриархеот (Euryarchaeota),  единственный в роде Methanomassiliicoccus. Представители вида выделены из человеческих фекалий.
Систематика рода на июнь 2017 года не устоялась: его относят либо к классу Methanomicrobia без определённого порядка и семейства, либо к семейству Methanomassiliicoccaceae монотипного порядка Methanomassiliicoccales класса Thermoplasmata. Кроме этого рода к семейству принадлежат 3 рода-кандидата: Candidatus Methanogranum, Candidatus Methanomethylophilus, Candidatus Methanoplasma.